# Kałmy
Kałmy (niem. Kollmen) – przysiółek wsi Piaskowiec w Polsce, położony w województwie warmińsko-mazurskim, w powiecie kętrzyńskim, w gminie Korsze. Wchodzi w skład sołectwa Glitajny.
W latach 1975–1998 przysiółek administracyjnie należał do województwa olsztyńskiego.
Przysiółek Kałmy od Glitajn oddziela strumień, który jest prawobrzeżnym dopływem Sajny.

## Historia
W roku 1913 istniejący tu majątek ziemski miał powierzchnię 268 ha. Przed 1945 r. majątek ten należał do Maxa von Skopnicka z Glitajn.